# Carlos Pacheco Perujo
Carlos Pacheco Perujo   (San Roque, 14 de novembre de 1961 - La Línea de la Concepción, 9 de novembre de 2022) va ser un autor de còmic, guionista i dibuixant espanyol. És conegut sobretot pel seu treball als Estats Units d'Amèrica (EUA) en títols com Avengers Forever, X-Men, Fantastic Four i Green Lantern.
Va treballar molt i va donar vida (segones i terceres) a personatges com ara Superman, Batman, X-Men, Els Venjadors, Els Quatre Fantàstics, Capità Amèrica o Nick Fury.

## Biografia
Va començar la seva carrera mentre acabava els estudis de Biologia a la Universitat de Sevilla. En aquesta època va guanyar alguns premis per a aficionats, va col·laborar amb fanzins i va participar en l'edició de 1983 del Saló del Còmic de Barcelona dins de la II Exposició de dibuixants novells del programa Rock, cómics y otros rollos de Radio 3.
A finals dels anys 1980 va començar professionalment col·laborant amb l'editorial Planeta DeAgostini personalitzant les edicions espanyoles dels còmics estatunidencs de Marvel Comics amb noves portades, pòsters i il·lustracions per a les edicions traduïdes al castellà, publicats aleshores per Planeta amb el segell Comics Forum.
El seu primer còmic de superherois publicat va ser una història de vuit pàgines titulada American Soldier amb l'escriptor i traductor Antonio Moreno, i publicada com a complement a Marvel Heroes #41 el maig de 1991.
Posteriorment es va unir amb l'escriptor Rafael Marín per a crear els personatges d'Iberia Inc. i Tríada Vértice, dos grups de superherois espanyols, que van protagonitzar dues minisèries editades per Planeta-DeAgostini amb el segell Línea Laberinto, amb arguments de Pacheco i Marín, guió de Marín i art de Rafa Fonteriz (a Iberia Inc.) i Jesús Merino (a Tríada Vértice).
Pacheco va cridar l'atenció per primera vegada als EUA pel seu treball com a dibuixant a Dark Guard, un títol de quatre números de Marvel UK on va treballar amb l'escriptor Dan Abnett i l'entintador Óscar Jiménez. Això va fer que els editors de còmics estatunidencs li oferissin un treball que va conduir a la sèrie limitada de quatre números Bishop de Marvel Comics de 1994, on va treballar amb l'escriptor John Ostrander i l'entintador Cam Smith. Aquell mateix any, Pacheco va fer el seu primer treball per a DC Comics a The Flash #93–94 i #99, amb l'escriptor Mark Waid i l'entintador Jose Marzan Jr.
Després d'això, el següent treball de Pacheco als EUA va arribar a la sèrie limitada de dues parts Univers X de 1995 (una part de la història "Age of Apocalypse"), publicada per Marvel. A Pacheco es va unir l'escriptor Terry Kavanagh i Cam Smith va tornar a entintar-lo. A finals de 1995 i principis de 1996, Pacheco i Smith van col·laborar amb l'escriptor Warren Ellis en una sèrie limitada de Starjammers. Aquesta sèrie va tenir prou èxit perquè l'equip creatiu es reunís a la sèrie regular Excalibur de Marvel per una breu etapa conjunta el 1996. Després d'això, Pacheco es va convertir en dibuixant de Fantastic Four per als dos darrers números del primer volum (núm. 415–416), on va treballar amb l'escriptor Tom DeFalco en preparació de la història "Heroes Reborn". En aquell moment, l'art de Pacheco s'havia convertit en un dels favorits dels fans, amb el seu treball rebent cobertura regularment a revistes com Wizard. A principis de 1997 Marvel va assignar a Pacheco un dels seus títols insígnies, X-Men, amb el número 62. En aquest títol va treballar amb els escriptors Scott Lobdell i Joe Kelly i l'entintador Art Thibert i va produir la història "Operation: Zero Tolerance". Va deixar la sèrie al número 75 el maig de 1998.
Després de X-Men, Pacheco va començar a treballar a Avengers Forever, una sèrie limitada de 12 números, on Pacheco va treballar amb els escriptors Kurt Busiek i Roger Stern i l'entintador Jesús Merino, que a partir d'aquell moment es va convertir en entintador habitual de Pacheco.
La següent tasca de Pacheco va ser l'any 2000, una sèrie limitada de quatre número dels Inhumans, coescrita amb Rafael Marín amb llapis de José Ladrönn i Jorge Lucas. Pacheco va escriure amb Rafael Marín un retorn a Fantastic Four, a partir del nº 35 del vol. 3. Aquesta vegada es va ocupar de les tasques de coescriptura (inicialment amb Rafael Marín, després s'hi va incorporar Jeph Loeb) així com de les tasques de llapis. Les contribucions a llapis de Pacheco van ser més curtes del que s'esperava, amb la seva última contribució artística al número 50, i va deixar la sèrie completament al número 54.
El seu següent treball substancial després de Fantastic Four va ser per a DC Comics: JLA/JSA: Virtue and Vice, amb els escriptors David S. Goyer i Geoff Johns. Aquesta novel·la gràfica de 96 pàgines va unir la Lliga de la Justícia i la Societat de la Justícia contra enemics comuns a l'estil del que abans havia estat una tradició anual.

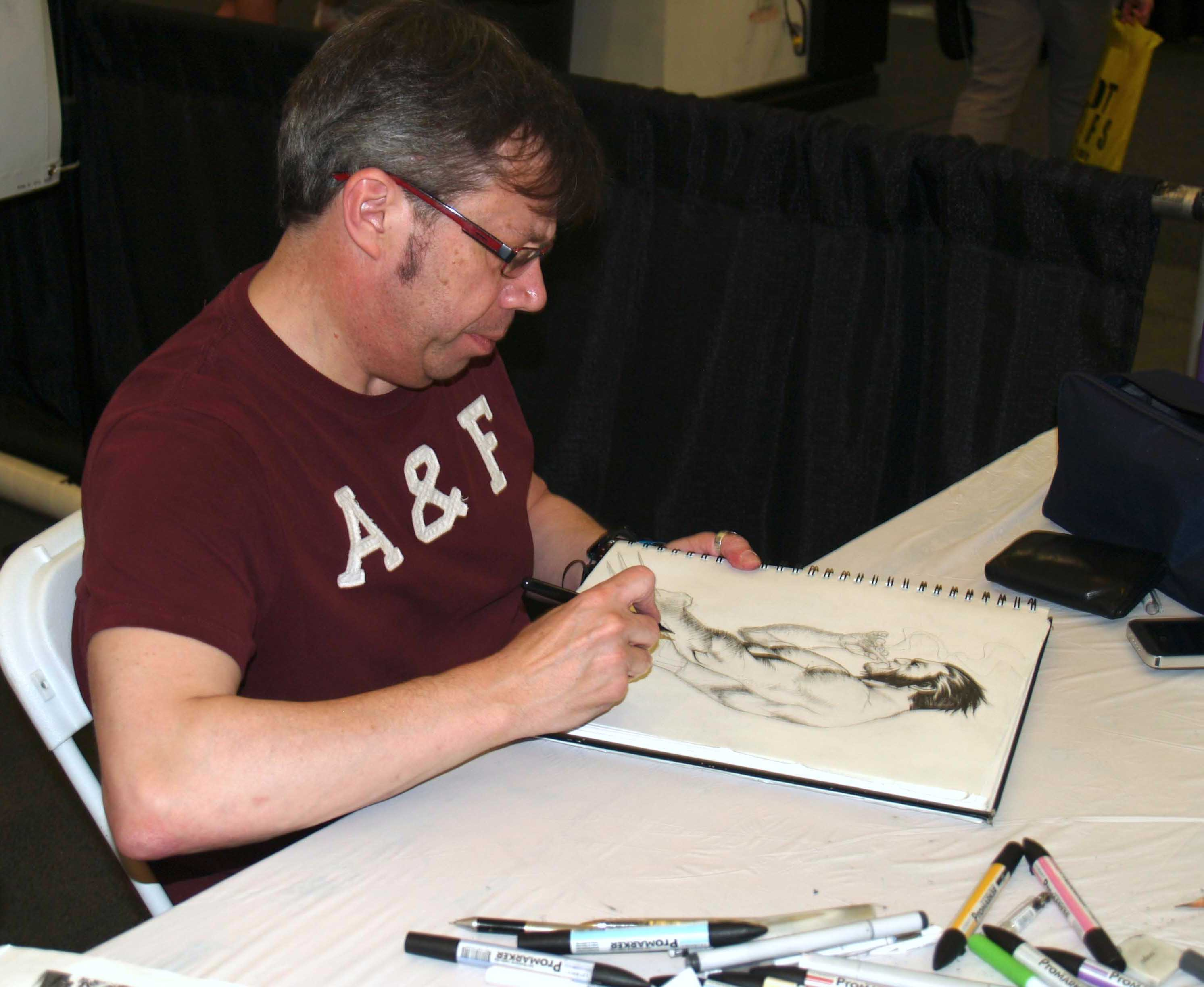
Pacheco dibuixant Wolverine

El 2003, Pacheco es va reunir amb el seu col·laborador d'Avengers Forever Kurt Busiek per a la sèrie de guerra fantàstica creada per ells mateixos i posseïdors dels drets, Arrowsmith, publicada per WildStorm. Aquesta sèrie va imaginar un món on la màgia és real i la Primera Guerra Mundial es va lluitar amb dracs, encanteris, vampirs i altres, utilitzats com a armes per ambdós bàndols. La sèrie va tenir sis números i hi ha plans per a sèries futures ambientades en aquest món que tornarien a ser escrites per Busiek i dibuixades per Pacheco i amb arguments de tots dos.
Pacheco va tornar a DC Comics per dibuixar la història "Absolute Power" a Superman/Batman nº 14–18 (gener–abril de 2005), on se li va unir novament l'escriptor Jeph Loeb. Els dos van explicar una història en què, a causa de les maquinacions dels viatjants en el temps de la Legion of Super-Vilains, Batman i Superman es van apoderar del món i un grup de lluitadors per la llibertat s'ha d'aixecar contra ells. Més tard aquell any a DC, Pacheco va compartir tasques mensuals alternatives amb Ethan Van Sciver a la nova sèrie Green Lantern escrita per Geoff Johns.
De 2006 a 2007, Pacheco va treballar amb Kurt Busiek a Superman de DC Comics, il·lustrant els números 654–658, 662–664 i 667. A causa de la dificultat de dibuixar dotze números a l'any, el capítol final de la seva història "Camelot Falls" va aparèixer a Superman Annual nº 13 (gener de 2008).
El 2008, Pacheco va produir portades per a la sèrie setmanal Trinity de DC, amb Batman, Superman i Wonder Woman, i va ajudar a l'artista J. G. Jones a il·lustrar la minisèrie Final Crisis del 2008-09, en els números 4 a 6.
El febrer de 2009, Comic Shop News va anunciar que Pacheco va signar un contracte exclusiu amb Marvel. El treball de Pacheco del 2009 va incloure Ultimate Comics: Avengers. Pacheco va ser un dels artistes de la sèrie limitada Age of Ultron i va col·laborar amb l'escriptor Rick Remender a la sèrie Captain America més tard aquell any.
A més de tota la seva activitat com a dibuixant, Pacheco va demostrar ser un professional implicat en la indústria de la historieta espanyola, promovent mencions (com la de Carlos Giménez per al premi Príncep d'Astúries), participant en projectes col·lectius (la fallida Acadèmia del Còmic), cofundant empreses (va ser un dels quatre socis fundadors de Dolmen Editorial) o dirigint cursos d'estiu a la Universitat de Cadis de San Roque.

## Còmics
L'art interior (excepte quan s'indiqui) inclou:

### DC Comics
- 9-11: The World's Finest Comic Book Writers & Artists Tell Stories to Remember, Volume Two (2002)
- Arrowsmith, minisèrie, #1–6 (2003–2004)
- Astro City/Arrowsmith (2004)
- DC Universe #0 (2008)
- Final Crisis, minisèrie, #4–6 (entre altres artistes) (2008–2009)
- The Flash vol. 2 #93–94, 99–100 (1994–1995)
- Green Lantern vol. 4 #1–3, 7–8 (2005–2006)
- Green Lantern / Sinestro Corps: Secret Files #1 (2008)
- JLA/JSA: Virtue and Vice (2002)
- Justice League of America vol. 2 #21 (2008)
- Superman #654–659, 662–664, 667, Annual #13 (2006–2008)
- Superman/Batman #14–18, 26 (2005–06)

### Image Comics
- Common Grounds #4 (2004)

### Marvel Comics
- Age of Ultron #6–7, 9–10 (2013)
- Astonishing X-Men vol. 4 #4 (2017)
- Avengers / Squadron Supreme '98 (1998)
- Avengers Forever sèrie limitada #1–12 (1998–2000)
- Bishop minisèrie #1–4 (1994–1995)
- Cable vol. 3 #1–3 (2017)
- Captain America vol. 7 #11–12, 14–15, 22–25 (2013–2014)
- Dark Guard minisèrie #1–4 (Marvel UK, 1993–1994)
- Excalibur #90 (entre altres artistes); #95–96, 98, 103 (art complet) (1995–1996)
- Fantastic Four #415–416 (1996)
- Fantastic Four vol. 3 #35–41, 44, 47–50 (escriptor/artista), #42–43, 45–46, 51–54 (momés escriptor, 2000–2002)
- The Incredible Hulk vol. 4 #12 (2012)
- Inhumans vol. 3 #1–4 (escriptor) (2000)
- The Life of Captain Marvel #1–5 (2018–2019)
- Motormouth & Killpower #12 (1993)
- Occupy Avengers #1–4 (2016–2017)
- Phoenix Resurrection: The Return of Jean Grey #2 (2018)
- S.H.I.E.L.D. #1 (2015)
- Squadron Sinister miniseèie #1–4 (2015)
- Starjammers minisèrie #1–4 (1995–1996)
- Thor vol. 2 #57 (entre altres artistes) (2003)
- Ultimate Comics: Avengers minisèrie #1–6 (2009–2010)
- Ultimate Comics: Thor #1–4 (2010–2011)
- Uncanny Avengers vol. 3 #5–6 (2016)
- Uncanny Inhumans #11–13 (2016)
- Uncanny X-Men #534.1 (2011)
- Uncanny X-Men vol. 2 #1–3, 9–10, 20 (2011–2012)
- Wolverine #127 (entre altres artistes) (1998)
- X-Men vol. 2 #62–67, -1, 69–72, 74 (1997–1998)
- X-Men: Schism minisèrie #1 (2011)
- X-Universe minisèrie #1–2 (1995)

## Premis i reconeixements
El seu treball ha estat reconegut amb diferents distincions d'entre les quals destaquen el seu nomenament com a Autor revelació de 1996 de la revista estatunidenca Wizard, i la seva inclusió des de llavors en el top ten d'autors de la mateixa revista des del 1997 fins que el 2001 va aconseguir la primera posició d'aquesta llista.
Des de 1996 rep ininterrompudament el premi atorgat pels lectors de la revista Dolmen com a Millor autor espanyol.
Rep els premis com a millor dibuixant d'historietes espanyol del Saló del Còmic de Granada l'any 2001, de la Setmana de Cinema Fantàstic i de Terror d'Estepona (Màlaga) el 2004, i la seva sèrie de creació pròpia (juntament amb el guionista estatunidenc Kurt Busiek) és nominada als prestigiosos premis Eisner l'any 2004. El 2010 i en el marc del Saló Internacional del Còmic de Granada, va ser guardonat amb el premi Andalusia del Còmic, atorgat llavors per primera vegada.
Fill predilecte de San Roque des de 2001. Un carrer porta el seu nom a la ciutat des de 2016. Va rebre la medalla del Campo de Gibraltar el 2011 i la Medalla de la Província de Cadis el 2016. El 2018 rep el Premi Girocòmic a la seva trajectòria professional.

## Vida personal i mort
El 14 d'abril de 2022, Pacheco va revelar a Twitter que prendria un any sabàtic de la seva feina, a causa d'una paràlisi a la cama dreta que havia començat el setembre anterior, a causa de la compressió dels nervis de les vèrtebres L5 a les cames i se sotmetria a una cirurgia i un període de rehabilitació de 8 a 12 mesos. Pacheco va explicar que aquesta va ser la raó per la qual no va poder completar la seva tasca a Fantastic Four. Aquell juny, el col·laborador de Pacheco a Arrowsmith: Behind Enemy Lines, Kurt Busiek va declarar en el número final d'aquesta minisèrie que el seu seguiment, Arrowsmith: Beyond Borders, es retardaria tant a causa dels seus propis problemes de migranya persistents com de la paràlisi de Pacheco, que va revelar que era el resultat d'una petita fractura de la columna vertebral difícil de detectar. El setembre de 2022, Pacheco va anunciar a la seva pàgina de Facebook que li havien diagnosticat Esclerosi lateral amiotròfica.
Pacheco va morir a l'Hospital La Línea de La Línea de la Concepción, el 9 de novembre de 2022, al voltant de les 7.30 pm CET, a l'edat de 60 anys.
Marvel Comics va homanatjar Pacheco en un tuit publicat el dia de la seva mort, que deia:
| « | (anglès) We mourn the loss of a dear part of the Marvel family, comic artist & writer Carlos Pacheco. His legacy of iconic designs and storytelling like Avengers Forever, Fantastic Four, X-Men, Excalibur, Captain America, and more will be remembered. Our thoughts are with his loved ones. | (català) Plorem la pèrdua d'una part estimada de la família Marvel, el dibuixant i escriptor de còmics Carlos Pacheco. El seu llegat de dissenys i storytelling icònics com Avengers Forever, Els Quatre Fantàstics, X-Men, Excalibur, Capità Amèrica i més seran recordats. Els nostres pensaments estan amb els seus éssers estimats. | » |

Juan Carlos Ruiz Boi, l'alcalde de San Roque, casa natal de Pacheco, va declarar dos dies de dol oficial. Les banderes de les institucions governamentals es van baixar a mig pal. Després de consultar amb la família de Pacheco, Ruiz Boi també va decidir crear una capella funerària a la sala de plens del Palau dels Governadors, on el públic pogués presentar els seus respectes.